# 宜居畅通卡
重庆宜居畅通卡，重庆市民通常称其为“公交卡”或“市民卡”，是重庆市政府的一项民生工程，其目标是覆盖重庆主城区的各类交通系统（重庆公交、重庆轨交、出租车、皇冠大扶梯、凯旋路电梯以及长江索道、缙云山索道等）以及永川区、垫江县、江津区公交车。最早前身是2003年10月20日起发行的重庆渝城一卡通智能IC卡:118。

## 押金及类型
重庆宜居畅通卡为非接触式IC卡，购卡时需付25元押金，退卡则需到指定服务网点办理并且需提供身份证原件以及复印件（购卡时则不需要），退卡时会一并收取折旧费。分为普通卡、学生优惠卡（中小学生）、敬老卡和爱心卡。

## 使用范围

### 公共交通
所有标有“宜居畅通卡”的标志的地方，包含重庆市所有的公交、轨道交通、出租车、两路口皇冠大扶梯、凯旋路电梯、长江索道以及缙云山索道。
卡面上带有交通联合标志的重庆宜居畅通卡可在全国327个支持使用异地交通联合卡的地级以上城市（含5个示范区）的公共交通工具上刷卡使用。

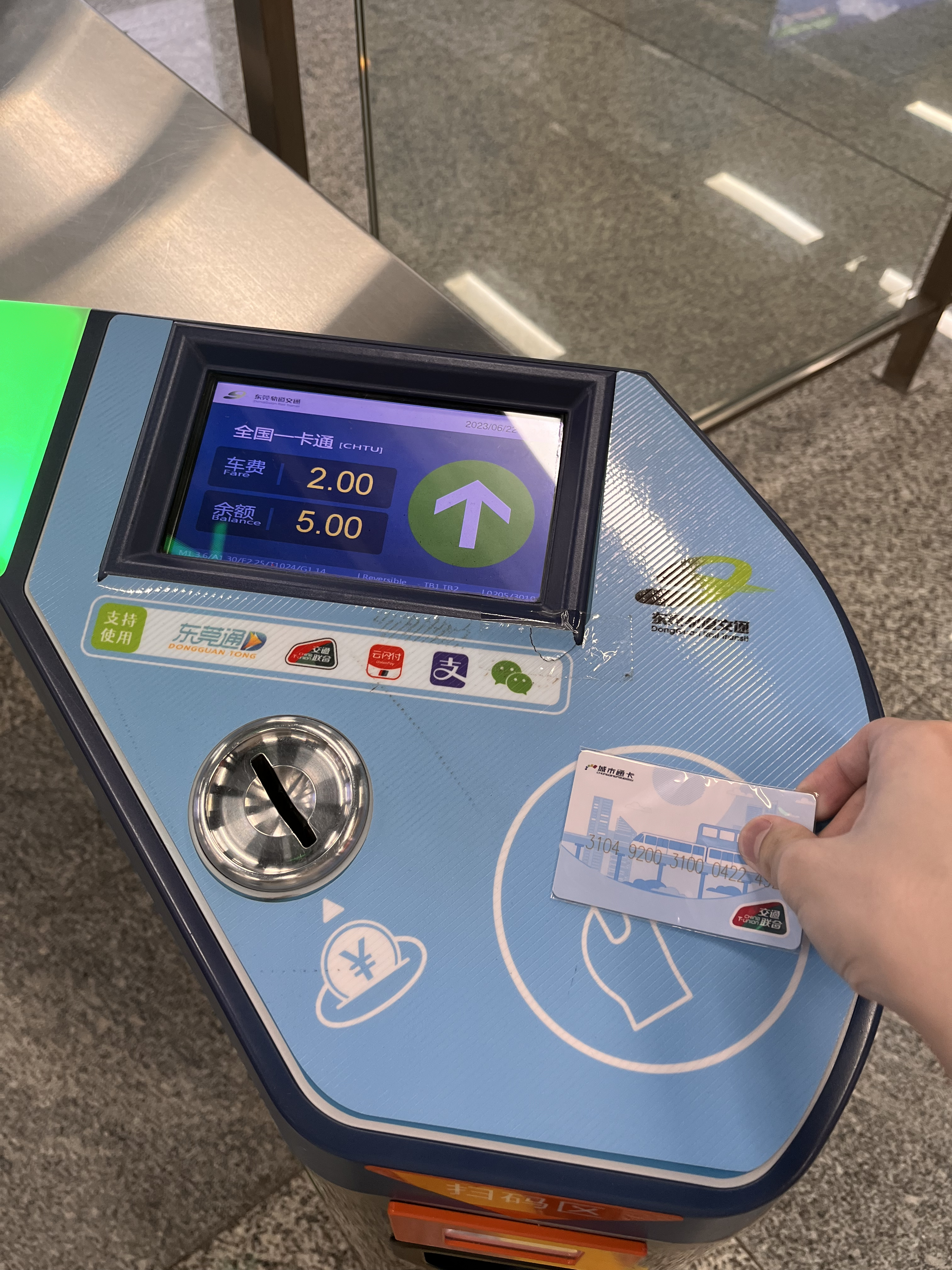
使用交通联合版重庆宜居畅通卡在东莞轨道交通2号线出站

### 其他消费
- 持宜居畅通卡在万达影城、UME影城、环艺影城、卢米埃影城、横店影城等20余家指定影院看电影，刷卡购票享受相关优惠。
- 商超零售：
  - 国美：千元以下商品享受9.5折优惠
  - 和平药房：享受9-9.5折优惠
  - 中百仓储：部分商品享受9.5折优惠
  - 屈臣氏
  - 互惠超市
  - 麦时惠24H便利店
  - 羅森_(便利店)
  - 7-eleven
  - 西西弗书店: 享受9.8折优惠
- 餐厅：
  - 德克士：原价单品享受8.5折优惠
  - 乡村基：原价单品享受9.5折优惠
  - 阿兴家：原价单品享受9.5折优惠
  - 一心一客快餐：原价单品享受9.5折优惠
  - 紫燕百味鸡：原价单品享受9.5折优惠
  - 廖记棒棒鸡
  - 天友乳业
  - 外婆桥
  - 豪客来
- 面包房：
  - 沁园
  - 华生园
- 汽车消费：
  - 中国石油部分加油站
  - 中国石化部分加油站
- 市内景区：
  - 重庆动物园：成人票9.5折
  - 重庆园博园：成人票9.5折
  - 南山植物园：成人票9.5折
  - 重庆湖广会馆：成人票6.8折

## 优惠政策
公共交通实行1小时免费换乘优惠：公交与公交、公交与轨道之间，1小时之内换乘时，换乘票价低于首次刷卡乘车票价且不高于2元的，实行免费换乘（如首次乘坐起步价为2元的轨道后，换乘一票制的中级车或普通车都是免费）；换乘票价高于首次乘车票价或换乘票价高于2元的，实行优惠换乘，最高可享受2元优惠（如首次乘坐2元的公交车后，换乘票价为3元的轨道或公交车，再补1元差价即可）